# ČSD M 152.0
ČSD M 152.0 – seria  wagonów motorowych, używanych głównie na liniach lokalnych, na których liczba podróżnych jest stosunkowo niewielka. W sumie wybudowano 680 wagonów tego typu, z czego dwa były szerokotorowe. Od 1988 roku były oznakowane jako 810
Wagony serii 810 produkowała Vagonka Studénka dla narodowego przewoźnika Czechosłowacji, państwowej firmy kolejowej Československé státní dráhy w latach 1975–1982 (prototypy w 1973). Od 1993 wagony przeszły do następców ČSD – kolei ČD (Czechy) i ŽSR (Słowacja). Każdy z tych zarządów kolejowych modernizował je później według własnych planów. Wagony są do dzisiaj eksploatowane w dużej liczbie egzemplarzy w obu tych krajach.

## Historia

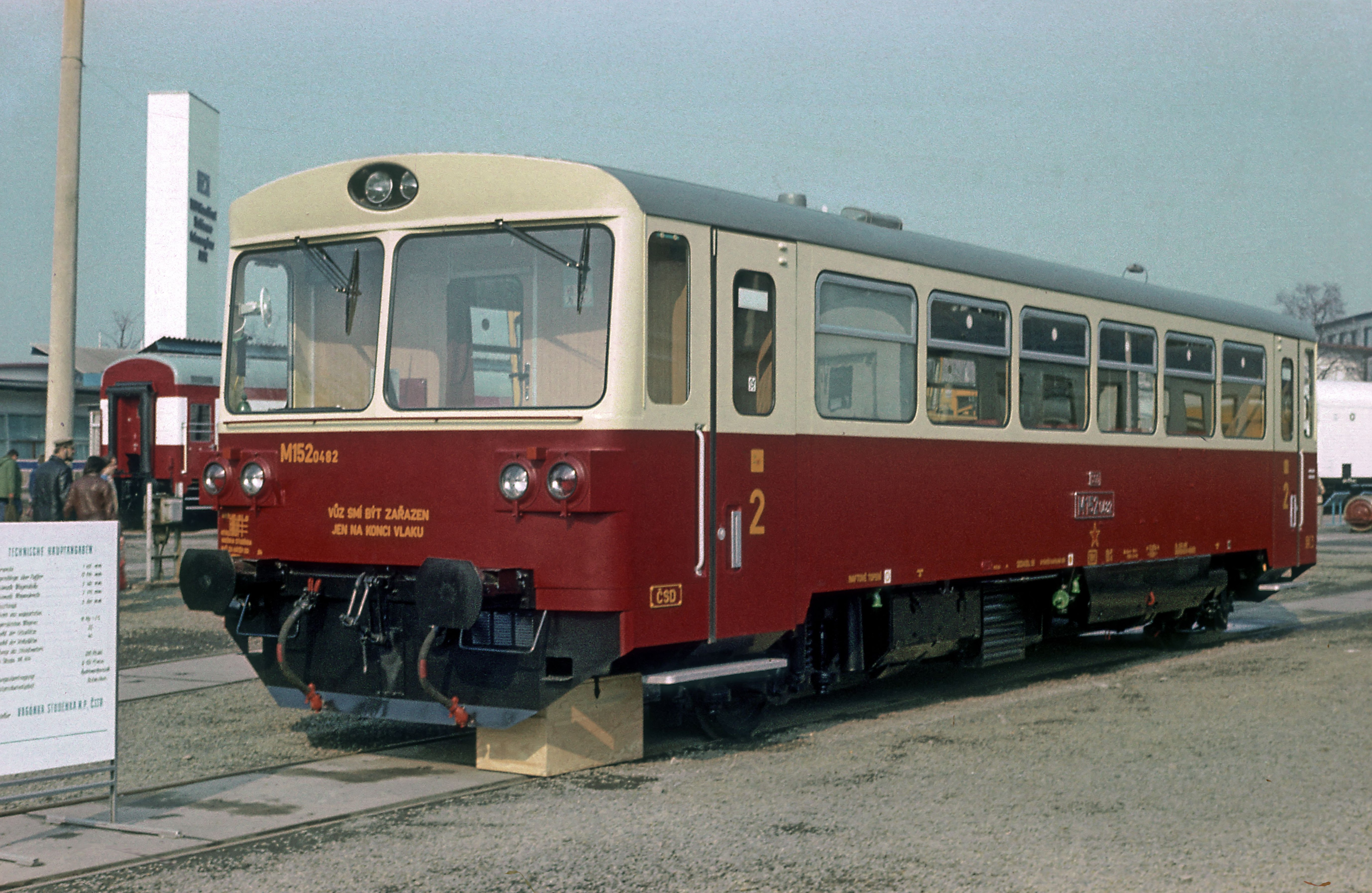
Wóz serii M152.0 (810) na targach w Lipsku w 1982

### Geneza
Na przełomie lat 60. i 70. XX w. w Czechosłowacji wagony serii M131.1 przestały spełniać ówczesne potrzeby przewozowe. Postanowiono wówczas zaprojektować nowy dwuosiowy wagon spalinowy napędzany silnikiem autobusowym. Od 1971 silnik ten był testowo zamontowany w dwóch wagonach serii M131.1, które oznaczono jako M151. Rozwiązanie to jednak nie sprawdziło się, dlatego wprowadzono zmiany konstrukcyjne i w 1973 opracowano wagon serii M152.

### Produkcja
W 1975 rozpoczęto produkcję seryjną pojazdów typu M152. Československé státní dráhy początkowo planowały odebrać 150 egzemplarzy tych wagonów, które miały służyć na krótkich liniach z niewielkimi potokami podróżnych. Jako że nie podjęto decyzji o seryjnym wytwarzaniu większych wagonów M474.0, wagony M152 musiały przejąć przewozy również na średnich i długich trasach lokalnych i regionalnych. Ostatecznie do 1982 w sześciu seriach wyprodukowano 680 sztuk wagonów, które potocznie nazywane są motorakami (po czesku motorák lub motoráček oznacza każdy wagon motorowy).

## Konstrukcja

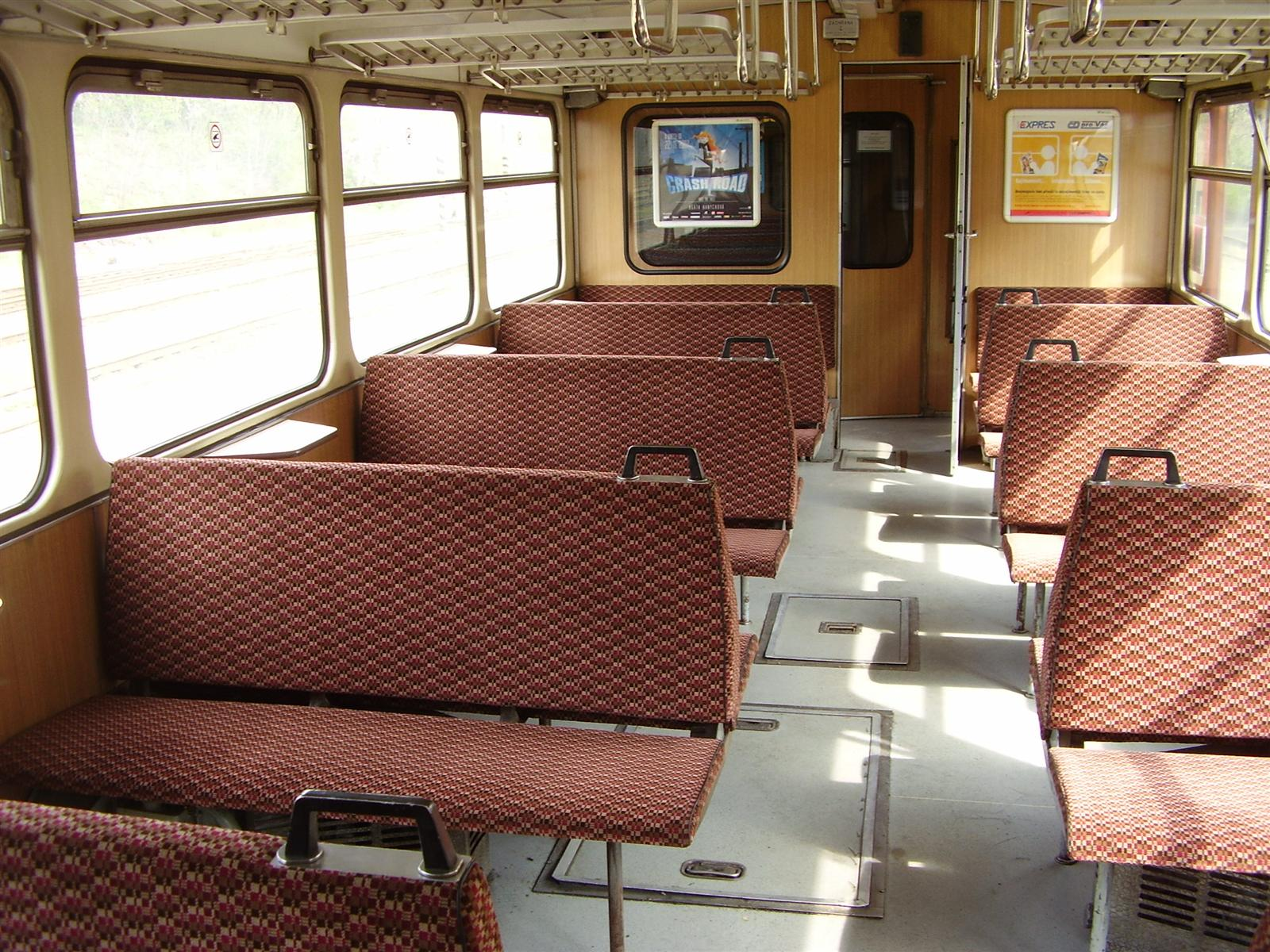
Wnętrze wagonu serii 810 (przedział pasażerski)

Konstrukcja nadwozia jest samonośna, spawana, osadzona na dwóch pojedynczych osiach. Wagon jest wyposażony w silnik LIAZ ML 634 z automatyczną przekładnią hydromechaniczną Praga 2M70 na jednej osi. Oba te komponenty były przystosowane z autobusu Karosa ŠM 11. Wnętrze jest rozdzielone na pomieszczenie pasażerskie (główne, centralne), dwa przedziały wejściowe i dwie kabiny maszynistów, posiada też toaletę i pomieszczenie gospodarcze. Przedział pasażerski posiada 55 miejsc siedzących i może być ogrzewany niezależnym generatorem elektrycznym lub ciepłem z chłodnicy. Początkowo wagony wyposażono w szyby pojedyncze, ale z uwagi na małe walory izolacyjne zmieniano szyby na podwójne.
Wozy są wyposażone w sprzęg – w przypadku prowadzenia składu kilkoma wagonami istnieje możliwość sterowania z prowadzącego wagonu drzwiami całego składu i ładowanie baterii pozostałych wagonów.

### Modernizacje w Czechach

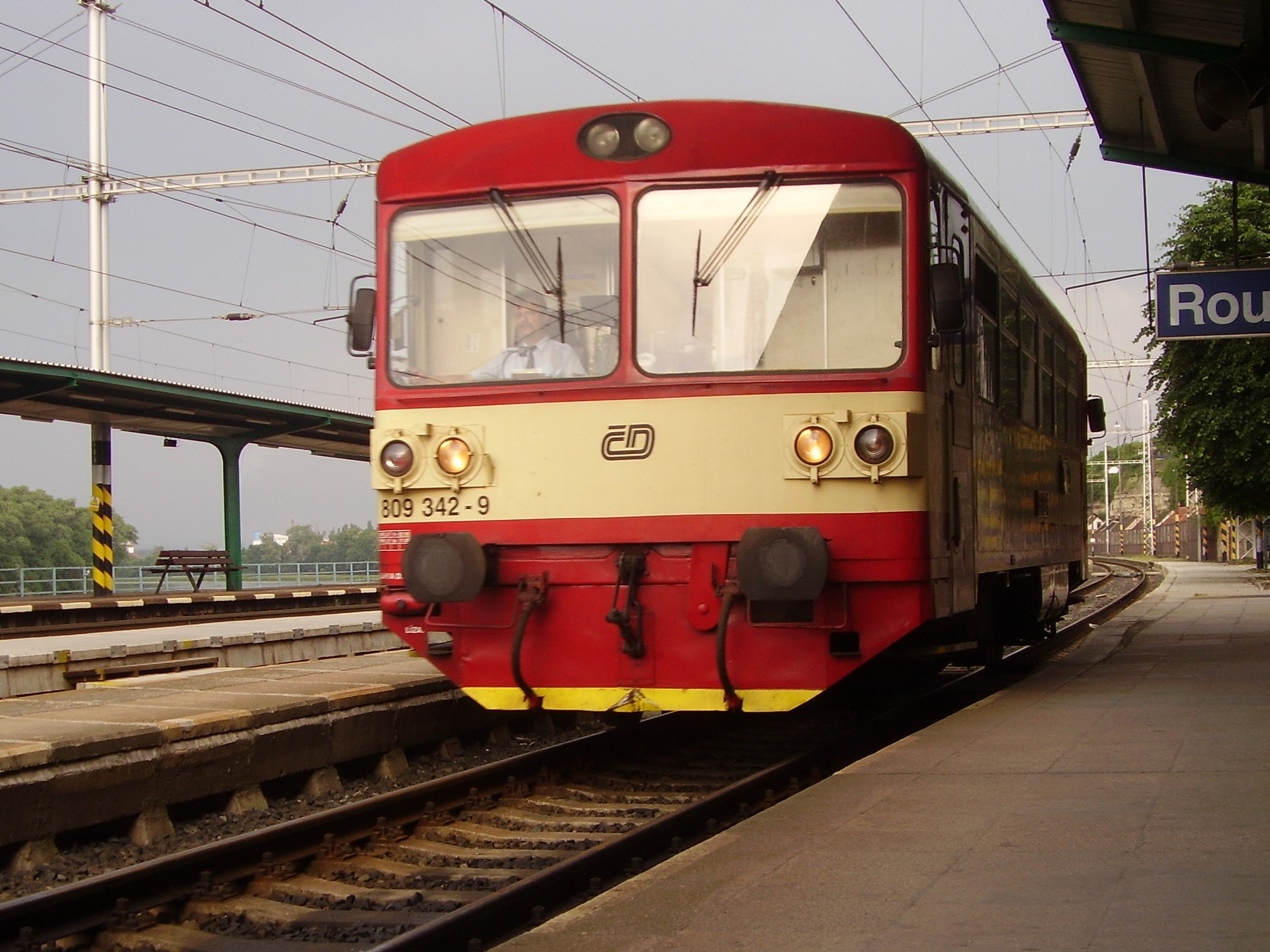
Wagon serii 809 w Rudnicy nad Łabą

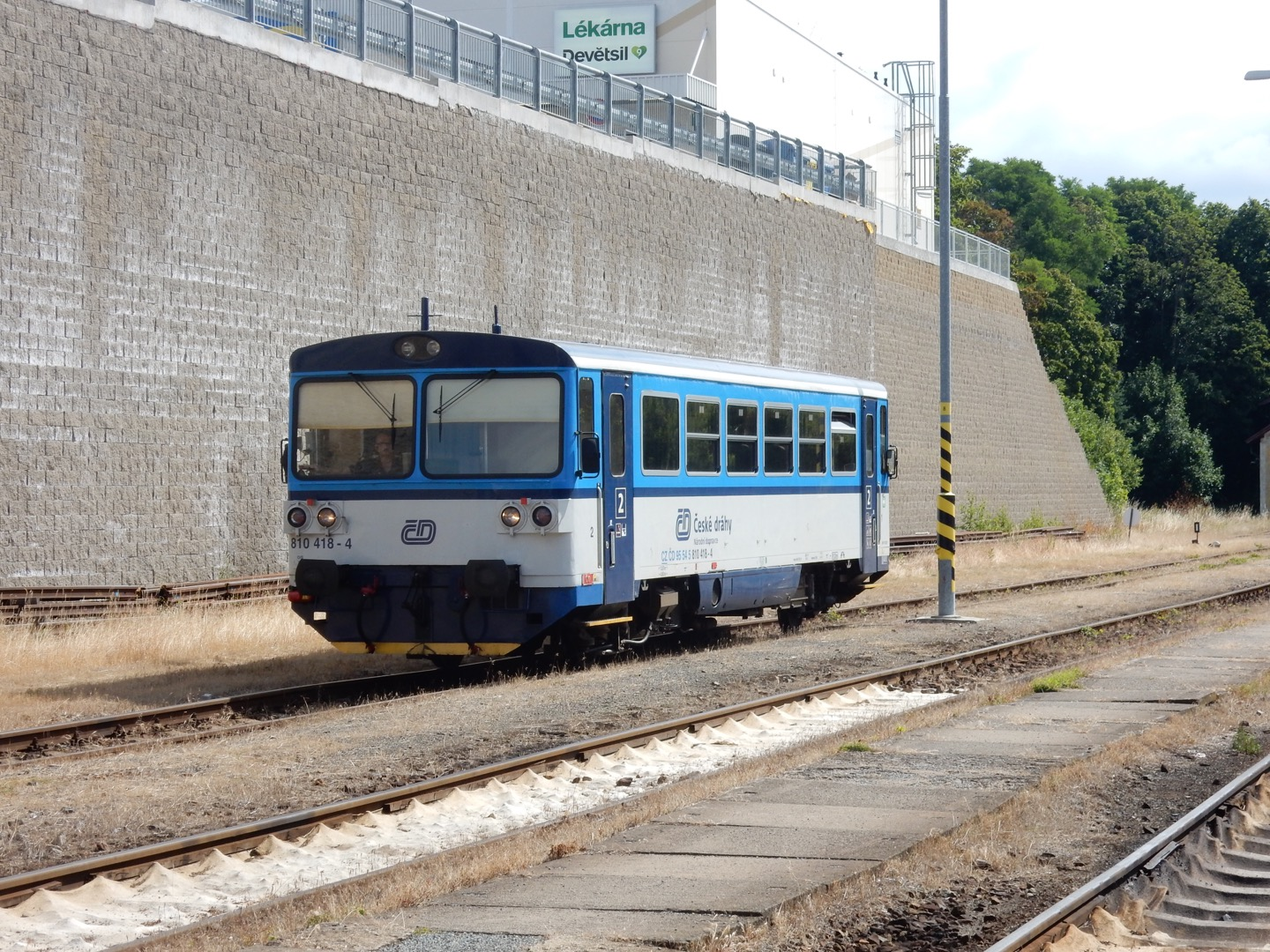
Zmodernizowany 810 418

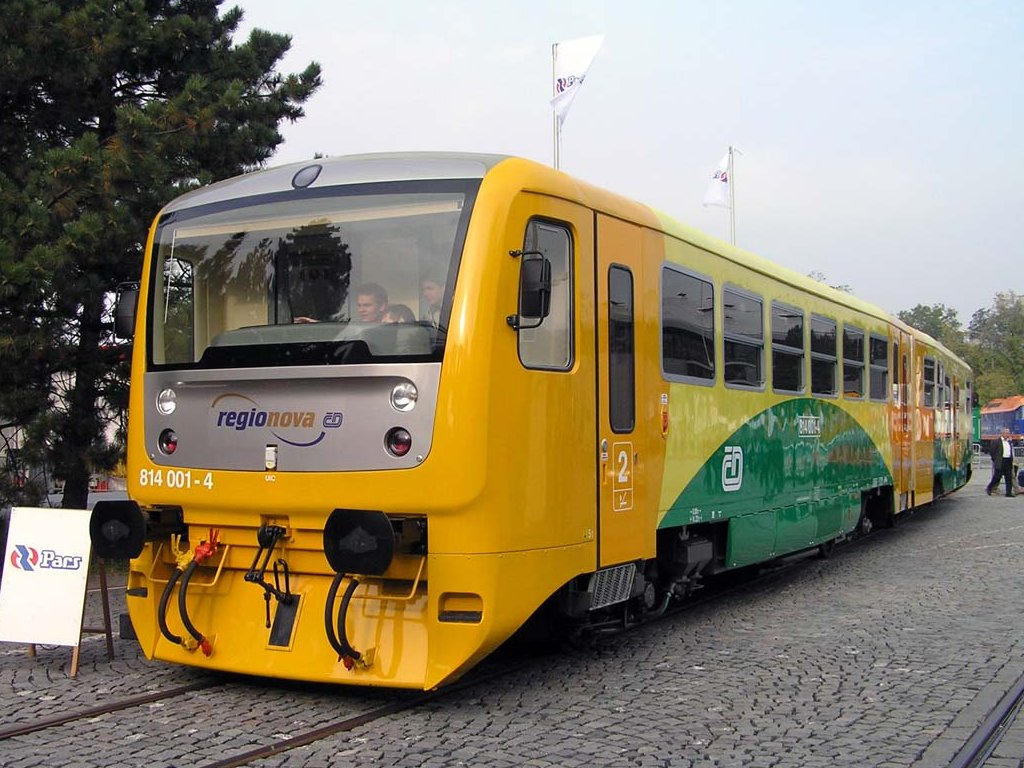
Prototyp wagonu serii 814

#### Seria 809
Przebudowie na serię 809 uległo w połowie lat 90. XX w. 28 wagonów. Zmiany polegały na przystosowaniu pojazdu do kursowania w ramach samoobsługi podróżnych (bez konduktora) – tzw. specifického způsobu odbavování cestujících. Zmiany te nie były, z technicznego punktu widzenia, głębokie.

#### Seria 811
Dwa wagony serii 810 koleje ČD zmodernizowały w połowie lat 90. XX w. do serii 811. Zmiana polegała na tzw. remotoryzacji, czyli wymianie silnika oraz częściowej zmianie wzornictwa we wnętrzu wagonu.

### Seria 812 Esmeralda
W roku 2001 zmodernizowano jeden wóz do serii 812. Do dalszych działań w tym zakresie nie doszło – wagon 812, wraz z wozem 912 stworzył prototypowe rozwiązanie – tzw. Esmeraldę. Następcą tego rozwiązania stała się kolejna konstrukcja – seria 814, tzw. Regionova.

#### Seria 814 Regionova
Od roku 2005 firma Pars nova modernizuje seryjnie wagony motorowe serii 810 (wraz z przyczepami oznaczonymi numerem 010) na dwu- lub trzyczłonowe, niskopodłogowe jednostki spalinowe oznaczane serią 814. Koncepcja pochodzi z wcześniej modernizowanych zestawów 812 + 912.

### Modernizacje na Słowacji

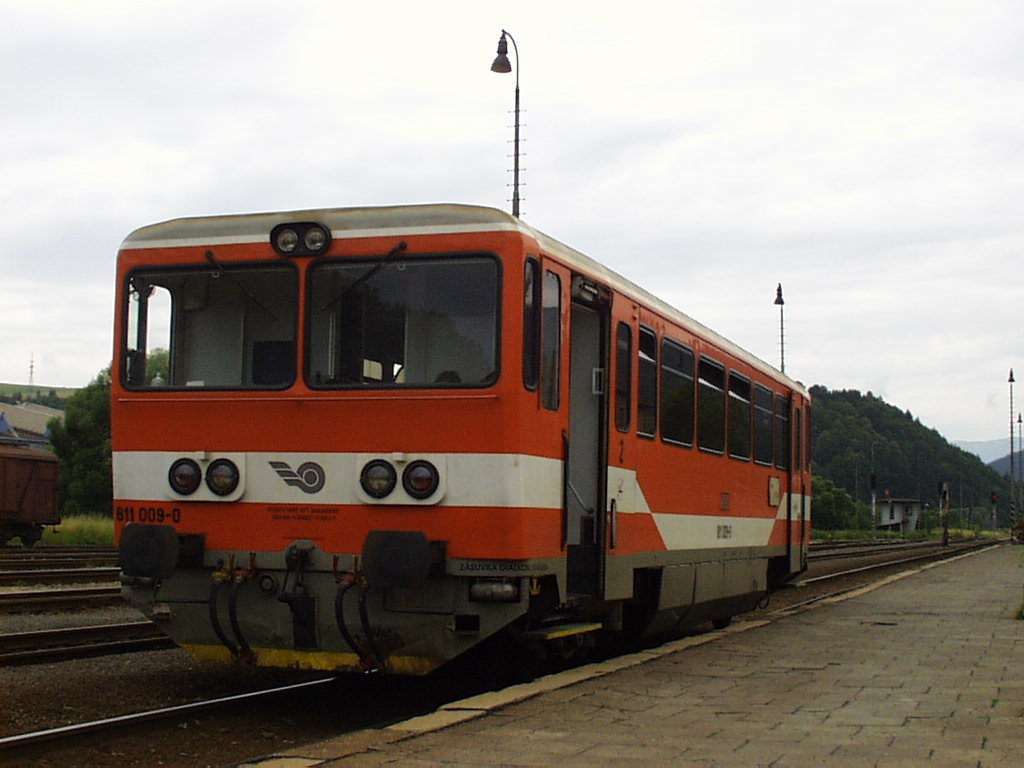
Słowacki wagon motorowy serii 811

#### Seria 811
Seria 811 powstała w drugiej połowie lat 90. XX w. Część wagonów była budowana od podstaw, a część przebudowana z doczep oznaczonych jako 011 (w Czechach 010). Cztery wagony serii 811 powstały z przebudowy pojazdów serii 810.

#### Seria 812
Na bazie serii 811 powstała na Słowacji seria 812. Modernizacje te przebiegały w latach 2001–2006. Pierwszych 10 wagonów serii 812 zbudowano z doczep, a ostatni z wagonu 810.

#### Seria 813
Ostatnim słowackim pomysłem na przebudowę wagonów tego typu była budowa serii 813 (jednostka dwuczłonowa). Prototyp zbudowano w 2006, a w marcu 2009 było już w ruchu 30 takich pojazdów. Niektóre z nich także powstały z doczep.

### Inne

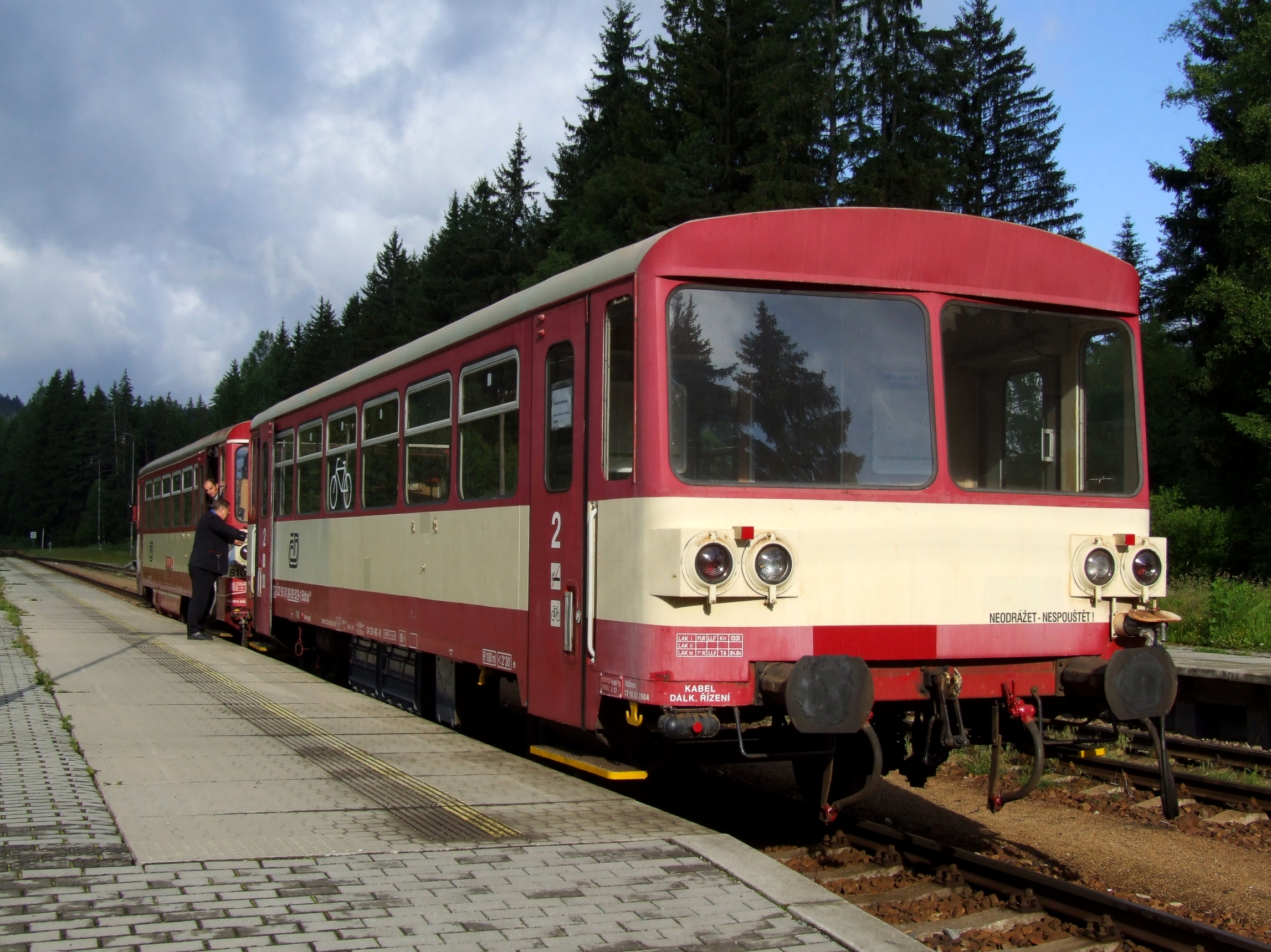
Doczepa serii 010 na stacji Černý Kříž

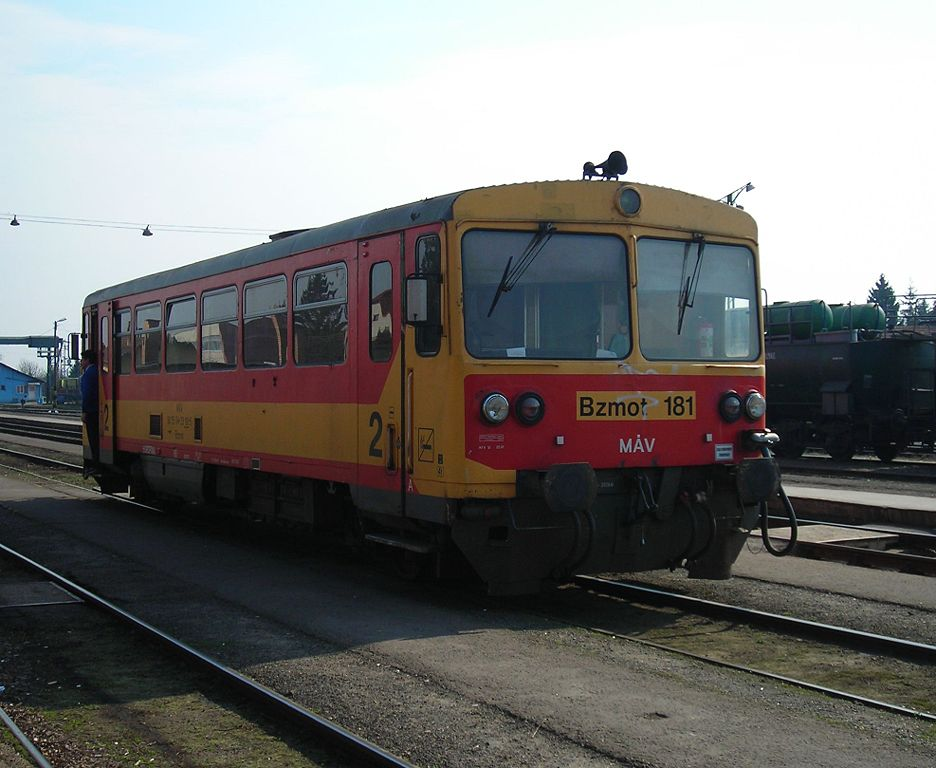
Wagon serii Bzmot na Kolejach Węgierskich

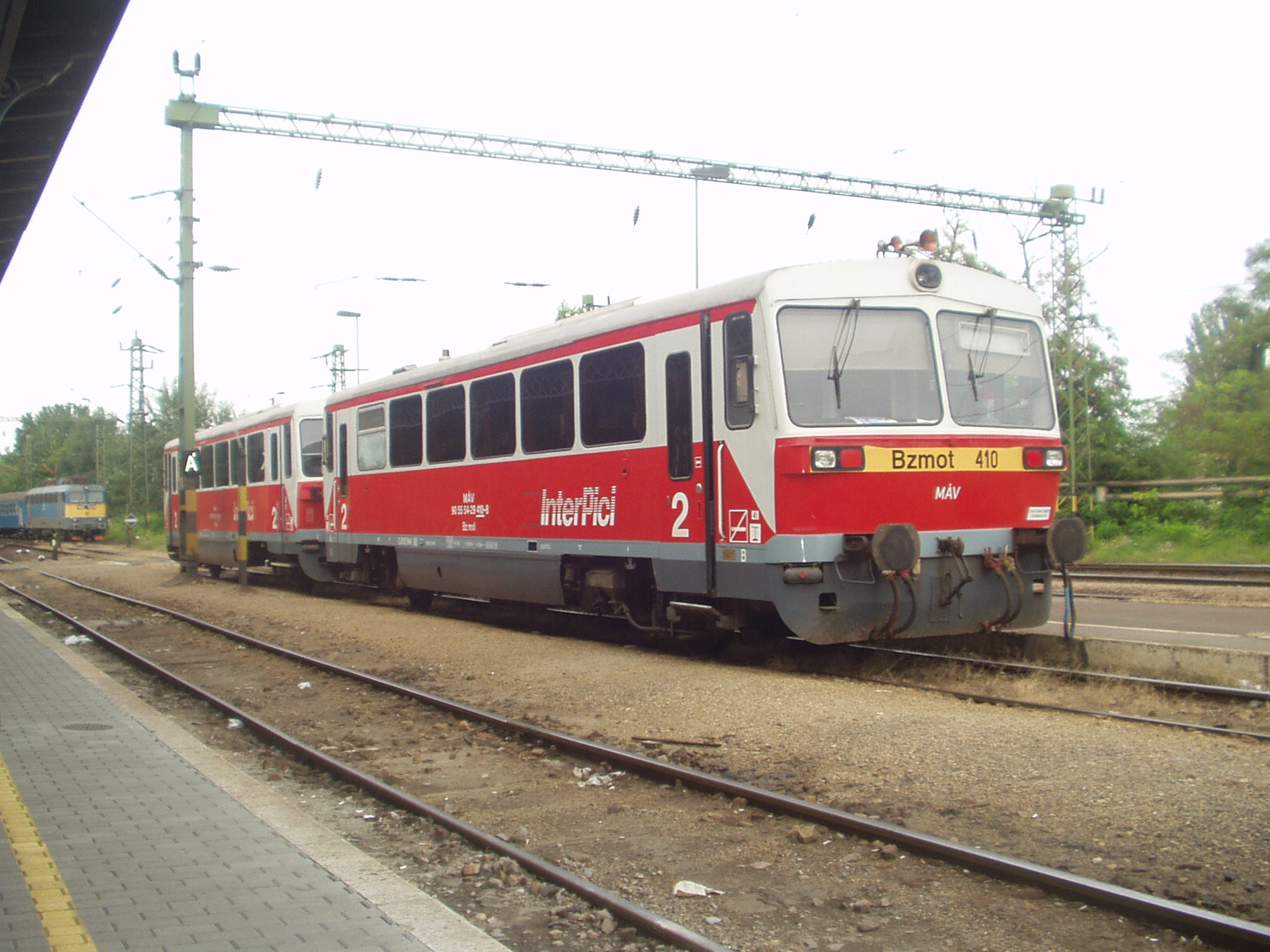
Wagon typu Bzmot – skład InterPici

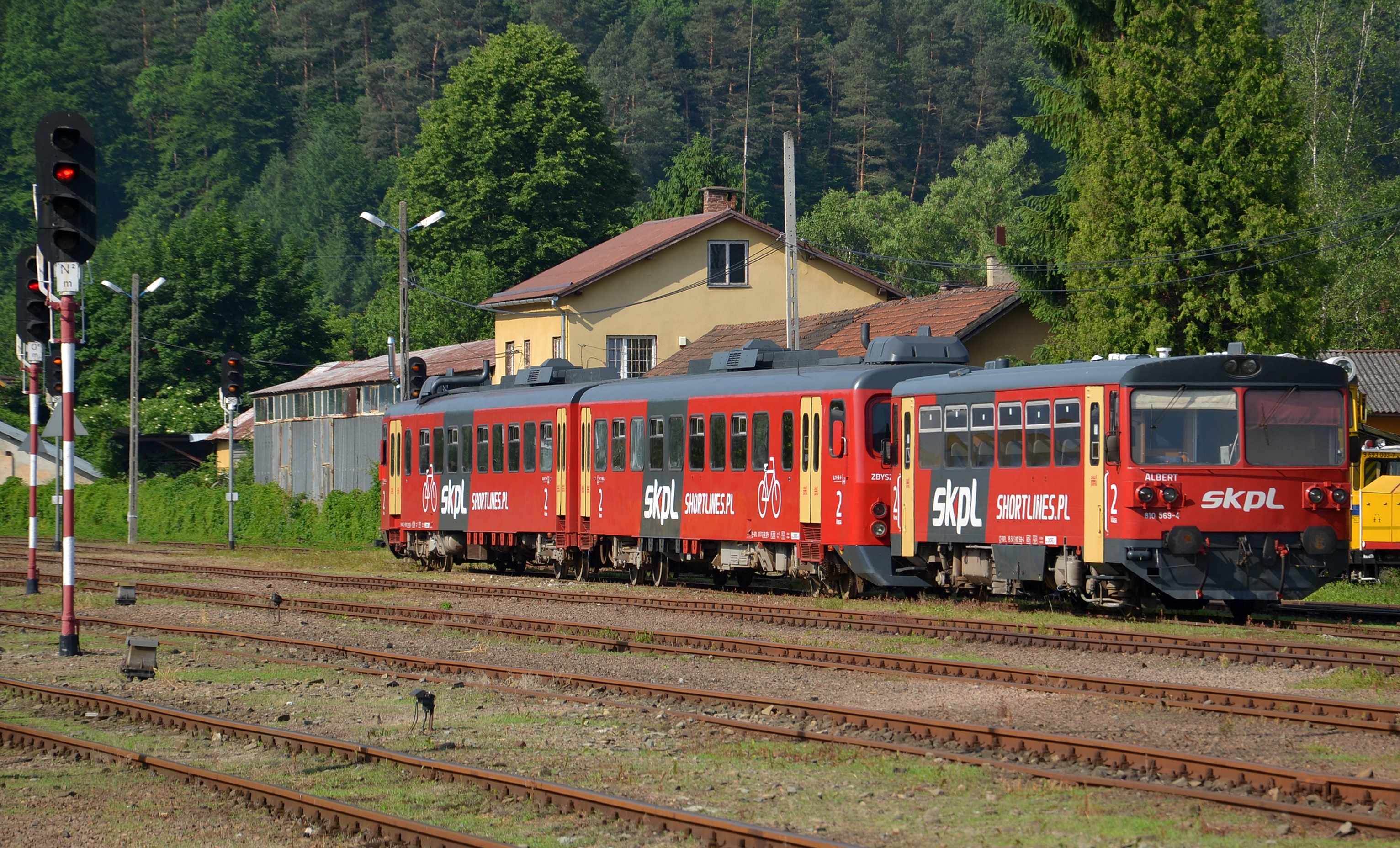
Wagon motorowy 810 na stacji w Zagórzu, użytkowany przez SKPL

#### Seria 010
Do wagonu motorowego serii 810 predestynowana była doczepa 010, wyposażona w niezależne ogrzewanie i posiadająca 56 miejsc siedzących. Tych wagonów wytworzono aż 909 sztuk. Od lat 90. XX w. są przebudowywane np. na serię 012 z poszerzonym przedziałem rowerowym. Inne są przebudowywane przez firmę Pars nova w Šumperku na niskopodłogowe środkowe człony do jednostek 914.
Na Słowacji oznacza się je jako serię 011 i są przebudowywane na jednostki serii 813, a wcześniej na 811 i 812.
W Czechach, od 1 stycznia 2009, zniesiono oznaczanie wagonów doczepnych seriami liczbowymi. Od tego czasu seria 010 przyjęła oznaczenie Btax.

#### Seria 892
W latach 1981–1982 Škoda Vagonka wyprodukowała na bazie wozu 810 motorowe wagony do utrzymania sieci trakcyjnej (115 sztuk). Były one oznaczane jako M153.0 (lub M153.5 w wersji szerokotorowej), a później 892 (szerokotorowe – 892.8). Obecnie w Czechach są oznaczone jako MVTV 2, na Słowacji MVTV 02 i MVTV 03 (słowackie, szerokotorowe).

#### Seria Bzmot
W latach 1979–1986 wyprodukowano także 205 wagonów z przeznaczeniem dla Węgier. Na kolejach Magyar Államvasutak jeżdżą pod oznaczeniem Bzmot. Wyłącznie na terenie Węgier seria Bzmot prowadziła specyficzną kategorię pociągów – InterPici.